# 칠원도서관
함안군립 칠원도서관은 경상남도 함안군 칠원읍 소재의 군립 도서관이다.

## 연혁
- 2009년 12월 28일 착공
- 2011년 5월 30일 준공
- 2011년 12월 23일 개관

## 시설현황
- 지상 3층: 시청각실 / 자유열람실 / 휴게실
- 지상 2층: 사무실 / 강의실 / 종합자료실
- 지상 1층: 디지털자료실 / 어린이실
- 지하 1층: 기계실 / 전기실 / 보존서고
- 기타시설: 야외데크 옥외주차장(40대)

## 이용 안내
이용 시간
- 종합자료실, 어린이실, 디지털자료실: 화~금요일 09:00~18:00 / 주말 09:00~17:00
- 자유열람실: 매일 09:00~22:00

휴관일
- 매주 월요일
- 「관공서의 공휴일에 관한 규정」이 정하는 공휴일
- 도서관 및 기타사정으로 도서관장이 공고한 날